# Tiché pleso
Tiché pleso je krasové jezero v Široké dolině, která je boční větví Javorové doliny ve Vysokých Tatrách na Slovensku. Má rozlohu 0,0460 ha a je 30 m dlouhé a 22 m široké. Dosahuje maximální hloubky 0,8 m a objemu 145 m³. Leží v nadmořské výšce 1748 m. Pleso vzniklo zřícením stropu jeskyně. Jmenuje se podle dřívějšího názvu Široké doliny.

## Okolí
Na západě se zvedá hřeben Horvátova vrchu, který na jih pokračuje přes Zámky, Sedlo pod Zámkami až k Široké. Východně od plesa se tyčí vrchol Svišťovek. Na sever se otevírá Široká dolina.

## Vodní režim
Pleso nemá povrchový přítok ani odtok. Teplota vody v létě dosahuje přibližně 20 °C. Ve vzdálenosti od něj asi 75 m se nachází nestálé Malé Tiché pleso. Široký jarok, který ústí do Javorinky, se objevuje až níže v dolině. Rozměry jezera v průběhu času zachycuje tabulka:
| Rok     | Měření prováděl   | Rozloha ha | Délka m | Šířka m | Hloubka max.m | Objem m³ |
| ------- | ----------------- | ---------- | ------- | ------- | ------------- | -------- |
| 1961–67 | pracovníci TANAPu | 0,050      | 30      | 22      | 0,5           | [ 2 ]    |
| 2005    | Gregor, Pacl      | 0,0460     | [ 2 ]   | [ 2 ]   | 0,8           | 145      |

## Přístup
Pleso není přístupné pro veřejnost.